# 負けるな!ビンちゃん
『負けるな!ビンちゃん』（まけるな ビンちゃん）は、1961年9月4日から同年12月25日までフジテレビ系列局で放送されていた関西テレビ製作のテレビドラマである。日清食品の一社提供。放送時間は毎週月曜 18:15 - 18:45 （日本標準時）。

## 概要
それまでNHK専属タレントだった楠トシエが、フリーに転じて初めて出演した民放ドラマで、内容はミュージカル仕立てになっていた。タイトルの「ビンちゃん」は、楠自身のあだ名から取られている。

## あらすじ
東京近郊の住宅地にある会社重役の家に、お手伝いさんとして入ったビン子。その家には、母に死なれた育ち盛りの3人の子供がいた。ビン子は一家のまとめ役となり、どんなに辛い状況でも歌って乗り切る。

## 出演者
- ビン子：楠トシエ
- 楠義孝
- 益田喜頓
- 門信太
- 泉敦
- 中森孝子

## スタッフ
- 脚本：高垣葵
- 演出：橋本隆三